# Ivan Hlinka Memorial Tournament 2011
Das Ivan Hlinka Memorial Tournament 2011 war die 21. Austragung des Ivan Hlinka Memorial Tournament, einem Eishockeyturnier für Nachwuchs-Nationalmannschaften der Altersklasse U18. Es fand vom 8. bis zum 13. August 2011 im tschechischen Břeclav und im slowakischen Piešťany statt. Seriensieger Kanada setzte sich im Finale gegen Schweden durch und gewann somit seine 16. Goldmedaille.

## Modus
Die acht Teilnehmer wurden in zwei Gruppen mit je vier Mannschaften eingeteilt. In der Gruppenphase spielte jedes Team einmal gegen alle anderen Gruppenteilnehmer und absolvierte somit drei Spiele. Die jeweiligen Gruppenersten und -zweiten qualifizierten sich für das Halbfinale, das ebenso wie das Finale als K.-o.-Spiel ausgetragen wurde.

## Gruppenphase

### Gruppe A
| 8. August 2011 15:30 Uhr (Ortszeit) | Kanada Charles Hudon (45:03) | 1:5 (0:2, 0:2, 1:1) Spielbericht | Schweden André Burakovsky (2:48) Filip Forsberg (7:36) Sebastian Collberg (26:19) Mattias Kalin (32:37) Jesper Pettersson (59:34) | Zimní stadion v Břeclavi, Břeclav |

| 8. August 2011 19:00 Uhr | Tschechien Dominik Volek (19:31) Patrik Machač (39:19) Dominik Volek (51:28) | 3:1 (1:0, 1:0, 1:1) Spielbericht | Schweiz Vincent Praplan (53:54) | Zimní stadion v Břeclavi, Břeclav |

| 9. August 2011 15:30 Uhr | Schweden Sebastian Collberg (1:28) Mattias Kalin (35:59) Elias Lindholm (39:48) Sebastian Collberg (51:58) | 4:3 (1:1, 2:1, 1:1) Spielbericht | Schweiz Mirco Müller (5:24) Julian Schmutz (32:51) Lukas Sieber (56:40) | Zimní stadion v Břeclavi, Břeclav |

| 9. August 2011 19:00 Uhr | Tschechien Pavel Sedláček (22:49) | 1:6 (0:0, 1:4, 0:2) Spielbericht | Kanada Morgan Rielly (21:23) Charles Hudon (27:39) Sean Monahan (28:37) Jarrod Maidens (29:48) Matt Dumba (45:36) Andreas Athanasiou (56:27) | Zimní stadion v Břeclavi, Břeclav |

| 10. August 2011 15:30 Uhr | Schweiz | 0:6 (0:4, 0:1, 0:1) Spielbericht | Kanada Derrick Pouliot (1:05) Kerby Rychel (1:13) Scott Laughton (11:03) Andreas Athanasiou (14:22) Hunter Shinkaruk (34:46) Andreas Athanasiou (49:05) | Zimní stadion v Břeclavi, Břeclav |

| 10. August 2011 19:00 Uhr | Tschechien Stathis Soumelidis (7:18) Tomáš Franek (15:52) Richard Zehnal (16:32) | 3:5 (3:2, 0:1, 0:2) Spielbericht | Schweden Erik Karlsson (1:18) Malte Strömwall (16:03) Filip Forsberg (25:53) Filip Forsberg (43:14) Erik Karlsson (58:24) | Zimní stadion v Břeclavi, Břeclav |

| Pl. |            | Sp | S | OTS | OTN | N | Tore  | Punkte |
| 1.  | Schweden   | 3  | 3 | 0   | 0   | 0 | 14:07 | 9      |
| 2.  | Kanada     | 3  | 2 | 0   | 0   | 1 | 13:06 | 6      |
| 3.  | Tschechien | 3  | 1 | 0   | 0   | 2 | 07:12 | 3      |
| 4.  | Schweiz    | 3  | 0 | 0   | 0   | 3 | 04:13 | 0      |

Abkürzungen: Pl. = Platz, Sp = Spiele, S = Siege, OTS = Siege nach Verlängerung oder Penaltyschießen, OTN = Niederlagen nach Verlängerung oder Penaltyschießen, N = Niederlagen

Erläuterungen: Qualifikant für das Halbfinale

### Gruppe B
| 8. August 2011 14:00 Uhr (Ortszeit) | Finnland Teuvo Teräväinen (0:15) Rasmus Ristolainen (15:02) Esa Lindell (18:29) Aleksander Barkov (39:11) Teuvo Teräväinen (49:12) Rasmus Kulmala (59:59) | 6:3 (3:3, 1:0, 2:0) Spielbericht | Vereinigte Staaten Jordan Masters (0:50) Nick Schilkey (8:58) Luke Johnson (11:03) | Zimný Štadión Piešťany, Piešťany |

| 8. August 2011 17:30 Uhr | Slowakei Juraj Kucirko (2:24) Tomáš Parobok (17:53) | 2:5 (2:1, 0:2, 0:2) Spielbericht | Russland Wadim Chlopotow (10:09) Denis Kamajew (21:13) Arseni Chazei (35:28) Alexei Kudreman (46:00) Denis Kamajew (48:18) | Zimný Štadión Piešťany, Piešťany |

| 9. August 2011 14:00 Uhr | Vereinigte Staaten Jordan Masters (11:50) Daniel O’Regan (39:30) Vinnie Hinostroza (42:13) Cristoval Nieves (55:14) Vinnie Hinostroza (64:29) | 5:4 n. V. (1:1, 1:0, 2:3, 1:0) Spielbericht | Russland Alexander Timirew (8:10) Wadim Chlopotow (47:42) Damir Galin (49:21) Timur Schingarejew (58:16) | Zimný Štadión Piešťany, Piešťany |

| 9. August 2011 17:30 Uhr | Slowakei Andreas Štrauch (18:08) Jan Blaško (48:22) | 2:10 (1:3, 0:4, 1:3) Spielbericht | Finnland Teuvo Teräväinen (0:15) Artturi Lehkonen (3:35) Artturi Lehkonen (10:29) Juuso Ikonen (28:57) Ville Pokka (34:56) Aleksander Barkov (39:04) Teuvo Teräväinen (39:59) Aleksander Barkov (47:16) Samu Markkula (50:46) Juuso Ikonen (56:31) | Zimný Štadión Piešťany, Piešťany |

| 10. August 2011 14:00 Uhr | Russland Alexei Filippow (17:17) Stanislaw Garejew (31:22) Andrei Jermakow (31:48) | 3:1 (1:1, 2:0, 0:0) Spielbericht | Finnland Ville Pokka (11:25) | Zimný Štadión Piešťany, Piešťany |

| 10. August 2011 17:30 Uhr | Slowakei Milan Kolena (0:32) Tomáš Parobok (4:10) Peter Šohajda (18:42) Peter Šohajda (35:53) Mário Lunter (53:58) Penalty-Shootout: Marko Daňo Dávid Gríger | 5:6 n. P. (3:2, 1:1, 1:2, 0:0, 0:1) Spielbericht | Vereinigte Staaten Brendan Silk (12:42) Louis Nanne (14:43) Jordan Masters (37:25) Jordan Masters (56:59) Alex Galchenyuk (57:54) Penalty-Shootout: Alex Galchenyuk Jordan Masters | Zimný Štadión Piešťany, Piešťany |

| Pl. |                    | Sp | S | OTS | OTN | N | Tore  | Punkte |
| 1.  | Russland           | 3  | 2 | 0   | 1   | 0 | 12:08 | 7      |
| 2.  | Finnland           | 3  | 2 | 0   | 0   | 1 | 17:08 | 6      |
| 3.  | Vereinigte Staaten | 3  | 0 | 2   | 0   | 1 | 14:15 | 4      |
| 4.  | Slowakei           | 3  | 0 | 0   | 1   | 2 | 09:21 | 1      |

Abkürzungen: Pl. = Platz, Sp = Spiele, S = Siege, OTS = Siege nach Verlängerung oder Penaltyschießen, OTN = Niederlagen nach Verlängerung oder Penaltyschießen, N = Niederlagen

Erläuterungen: Qualifikant für das Halbfinale

## Platzierungsspiele

### Spiel um Platz 7
| 12. August 2011 14:00 Uhr (Ortszeit) | Slowakei | 0:6 (0:2, 0:2, 0:2) Spielbericht | Schweiz Sandro Zangger (1:15) Thomas Studer (4:06) Christoph Bertschy (24:18) Sandro Zangger (26:59) Sandro Zangger (49:53) Zaccheo Dotti (59:00) | Zimný Štadión Piešťany, Piešťany |

### Spiel um Platz 5
| 12. August 2011 15:30 Uhr (Ortszeit) | Tschechien Jan Hudeček (44:32) | 1:3 (0:1, 0:0, 1:2) Spielbericht | Vereinigte Staaten Nick Schilkey (3:40) Alex Galchenyuk (46:53) Daniel O’Regan (58:46) | Zimní stadion v Břeclavi, Břeclav |

## Finalrunde
|  | Halbfinale | Halbfinale | Halbfinale |  |  | Finale | Finale   | Finale |
|  |            |            |            |  |  |        |          |        |
|  |            |            |            |  |  |        |          |        |
|  | A1         | Schweden   | 4          |  |  |        |          |        |
|  | B2         | Finnland   | 3          |  |  |        |          |        |
|  |            |            |            |  |  | A1     | Schweden | 1      |
|  |            |            |            |  |  | A2     | Kanada   | 4      |
|  | B1         | Russland   | 0          |  |  |        |          |        |
|  | A2         | Kanada     | 5          |  |  |        |          |        |
|  |            |            |            |  |  |        |          |        |

### Halbfinale
| 12. August 2011 17:30 Uhr (Ortszeit) | Russland | 0:5 (0:1, 0:3, 0:1) Spielbericht | Kanada Tom Wilson (19:00) Charles Hudon (22:39) Charles Hudon (26:33) Matt Dumba (37:28) Derrick Pouliot (41:31) | Zimný Štadión Piešťany, Piešťany |

| 12. August 2011 19:00 Uhr | Schweden Elias Lindholm (32:18) André Burakovsky (36:54) Malte Strömwall (53:19) Filip Forsberg (63:56) | 4:3 n. V. (0:1, 2:0, 1:2, 1:0) Spielbericht | Finnland Jussu Ikonen (7:42) Rasmus Kulmala (45:22) Henri Ikonen (50:46) | Zimní stadion v Břeclavi, Břeclav |

### Spiel um Platz 3
| 13. August 2011 15:00 Uhr (Ortszeit) | Russland Denis Kamajew (26:19) Penalty-Shootout: Alexander Timirew Michail Grigorenko Denis Kamajew Michail Grigorenko Denis Kamajew | 2:1 n. P. (0:0, 1:1, 0:0, 0:0, 1:0) Spielbericht | Finnland Juuso Ikonen (35:56) Penalty-Shootout: Rasmus Ristolainen Mikko Tauriainen Mikko Vainonen Mikko Tauriainen Mikko Vainonen | Zimný Štadión Piešťany, Piešťany |

### Finale
| 13. August 2011 17:00 Uhr (Ortszeit) | Schweden Calle Andersson (33:07) | 1:4 (0:1, 1:1, 0:2) Spielbericht | Kanada Sean Monahan (9:06) Scott Laughton (36:26) Brendan Gaunce (40:40) Charles Hudon (52:16) | Zimní stadion v Břeclavi, Břeclav |

### Sieger – Kanada
| Sieger des Ivan Hlinka Memorial Tournament 2011 Kanada | Torhüter: Daniel Altshuller, Domenic Graham Verteidiger: Matt Dumba (C), Slater Koekkoek, Mike Matheson, Adam Pelech, Derrick Pouliot, Griffin Reinhart, Morgan Rielly Angreifer: Andreas Athanasiou, Matt Campagna, Brendan Gaunce, Félix Girard, Charles Hudon, Scott Laughton, Jarrod Maidens, Matia Marcantuoni, Sean Monahan, Kerby Rychel, Hunter Shinkaruk, Gemel Smith, Tom Wilson Trainer: Steve Spott |

## Beste Scorer
Abkürzungen: Sp = Spiele, T = Tore, V = Vorlagen, Pkt = Punkte, SM = Strafminuten; Fett: Bestwert
| Spieler            | Team               | Sp | T | V | Pkt | SM |
| ------------------ | ------------------ | -- | - | - | --- | -- |
| Teuvo Teräväinen   | Finnland           | 5  | 4 | 6 | 10  | 4  |
| Charles Hudon      | Kanada             | 5  | 5 | 4 | 9   | 0  |
| Juuso Ikonen       | Finnland           | 5  | 4 | 5 | 9   | 0  |
| Jordan Masters     | Vereinigte Staaten | 4  | 4 | 3 | 7   | 8  |
| Denis Kamajew      | Russland           | 5  | 4 | 3 | 7   | 2  |
| Sebastian Collberg | Schweden           | 5  | 3 | 4 | 7   | 0  |
| Aleksander Barkov  | Finnland           | 5  | 3 | 4 | 7   | 2  |
| Elias Lindholm     | Schweden           | 4  | 2 | 4 | 6   | 0  |
| Filip Forsberg     | Schweden           | 5  | 4 | 1 | 5   | 0  |
| Daniel O’Regan     | Vereinigte Staaten | 4  | 2 | 3 | 5   | 2  |

## Abschlussplatzierungen
| Pl. | Team               |
| --- | ------------------ |
| 1   | Kanada             |
| 2   | Schweden           |
| 3   | Russland           |
| 4   | Finnland           |
| 5   | Vereinigte Staaten |
| 6   | Tschechien         |
| 7   | Schweiz            |
| 8   | Slowakei           |